# Chiaravalle (Marche)
Chiaravalle település Olaszországban, Marche régióban, Ancona megyében. Lakosainak száma 14 289 fő (2023. január 1.). Chiaravalle Camerata Picena, Falconara Marittima, Jesi, Monte San Vito és Montemarciano községekkel határos.

## Népesség
A település lakossága az elmúlt években az alábbi módon változott:

| 2018 | 14 733 |
| 2023 | 14 289 |